# 韋挺
韋挺（590年—647年），雍州万年县（今陕西省西安市）人，出自京兆韦氏逍遥公房，唐朝初年官员。

## 生平
韦挺是隋朝民部尚书韦冲的小儿子，年轻时与李建成結交，因關係良好，唐朝一建立，被引薦為隴西公府祭酒。時建成為太子，因有上書言稱太子與宮臣暗造異端，於武德六年與杜淹、王珪等流放於巂州。
太宗時召回，歷任尚書右丞、吏部侍郎、黃門侍郎，進而拜御史大夫，獲封扶陽縣男，並納韋挺长女韦氏為太宗子齊王李祐王妃。唐太宗常任韋挺與房玄齡、王珪、魏徵、戴胄等作顧問議以政事。後兼任為魏王李泰府事。因李泰牽涉與太子李承爭鬥，唐太宗先貶謫了杜正倫，而同樣牽涉李泰事的韋挺，太宗則告之曰：「朕已貶了杜正倫官，不忍再貶卿家官職。」
後太宗用兵遼東，擇人運糧，以韋挺負責軍糧運送。因北方天寒無法前進，只能中途滯留待至翌年春天再運送。太宗大怒，以延誤軍事為由把韋挺贬为象州刺史。647年卒，年五十八。

## 家庭

### 兄弟姐妹
- 韦德运
- 韦耶书，嫁给于氏
- 韦氏，嫁给元氏，后与杨暕私通，被隋炀帝赐死
- 韦氏，嫁隋朝河南尹、开府仪同三司、齐王杨暕

### 子女
- 韦待价，唐朝文昌右相、安息道行军大总管、扶阳郡公
- 韦履冰，唐朝显武县县令
- 韦兴宗，唐朝河南府渑池县县令
- 韦万石，唐朝太常少卿、兼知吏部选事
- 韦积庆，唐朝京兆太庙丞
- 韦几原，第六子，冥婚太子仆崔思默之女
- 韦氏，长女，嫁唐朝齐州都督、齐青等五州诸军事、齐州刺史、齐王李祐

## 延伸阅读
[在维基数据编辑]
 在维基文库阅读此作者作品
 《舊唐書/卷77》，出自刘昫《舊唐書》
 《新唐書·卷098》，出自《新唐書》